# Mnišské louky
Ptačí park Mnišské louky je soukromá nevládní rezervace zaměřená na ochranu ptáků v mokřinách v zákrutu řeky Ploučnice u České Lípy. Rezervaci zřídila v roce 2019 Česká společnost ornitologická (ČSO), která vykupuje pozemky v oblasti a řídí management rezervace.

## Rozvoj parku
První malý pozemek ČSO vykoupila v prosinci 2019, o výrazné rozšíření se zasloužili dárci, kteří v létě 2020 během dvou dnů po zveřejnění dárcovské výzvy zaslali ČSO 1 290 000 Kč, tedy částku, která byla potřeba na výkup louky o rozloze 6 ha. ČSO zde nechala v zimě 2022–2023 vybudovat dvě tůně každou o rozloze 600 m², kde žijí obojživelníci a vodní bezobratlí, kteří pak lákají ptáky.
V prosinci 2023 byly do rezervace vypuštěny čtyři klisny exmoorských koní z rezervace u Milovic. Mnišské louky se tak staly již čtrnáctou rezervací velkých kopytníků v Česku.

## Geografie
Ptačí park leží v údolní nivě řeky Ploučnice, která zde přibírá zprava potok Šporku a zleva Robečský potok. Řeka Ploučnice zde mezi říčními kilometry 34,5 a 30,7 prochází svým středním tokem. Říční niva leží v nadmořské výšce 240 až 246 metrů mezi Mlýnským vrchem (321 m), Holým vrchem (302 m) a Mnišskou horou (381 m). Území je součástí geomorfologického okrsku Českolipská kotlina, podokrsku Dobranovská kotlina, při západním pomezí celku Ralská pahorkatina s Českým středohořím. V parku se nachází vodní plochy Mokřad u lesa, Mokřad u řeky, Horní mokřad u cesty a Dolní mokřad u cesty. Severní hranici tvoří železniční trať Benešov nad Ploučnicí – Česká Lípa.

## Flóra a fauna
Na loukách kvete orchidej prstnatec májový. V tůních kvetou také kosatec žlutý či žebratka bahenní.
Monitoring nočních motýlů v červnu 2022 ukázal, že zde žije 35 druhů.
V rezervaci žije osm druhů obojživelníků (např. blatnice skvrnitá) a šest druhů plazů.
Z ptáků zde nepravidelně hnízdí jeřáb popelavý, vyskytuje se zde např. kopřivka obecná, čírka obecná, čírka modrá, potápka malá, chřástal vodní, kulík říční, bekasina otavní, sluka lesní, ledňáček říční či kukačka obecná. Bylo zde zaznamenáno devět druhů dravců (orel mořský, luňák červený, luňák hnědý, moták pochop, včelojed lesní, káně lesní, jestřáb lesní, krahujec obecný a poštolka obecná). Ze vzácnějších pěvců zde žije žluva hajní, cvrčilka zelená, cvrčilka říční, slavík modráček či bramborníček černohlavý.